# Svandoppingar
Svandoppingar (Aechmophorus) är ett litet fågelsläkte i familjen doppingar inom ordningen doppingfåglar med två arter som båda förekommer i västra Nordamerika:
- Ljus svandopping (A. clarkii)
- Mörk svandopping (A. occidentalis)